# Maevatanana
Maevatanana è un comune urbano (firaisana) situata nella parte nord-occidentale del Madagascar, capoluogo della regione di Betsiboka.. Ha una popolazione di 24.000 abitanti (stima del 2001).

## Infrastrutture e trasporti
La Route nationale 4 (RN4), la collega alla capitale Antananarivo a sud e alla città di Mahajanga a nord.